# Księże Małe

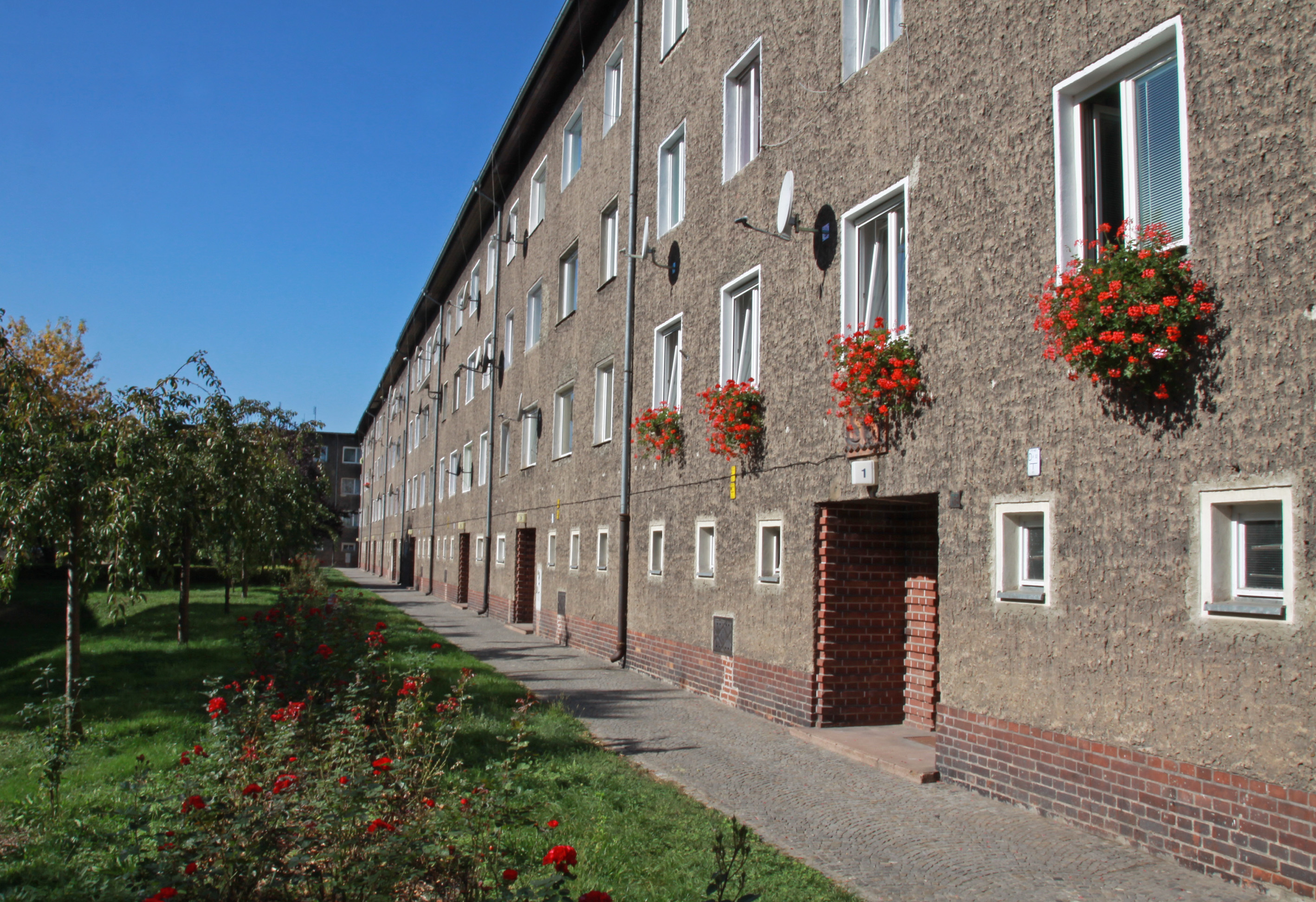
Księże Małe, zabytkowe modernistyczne osiedle (2011)

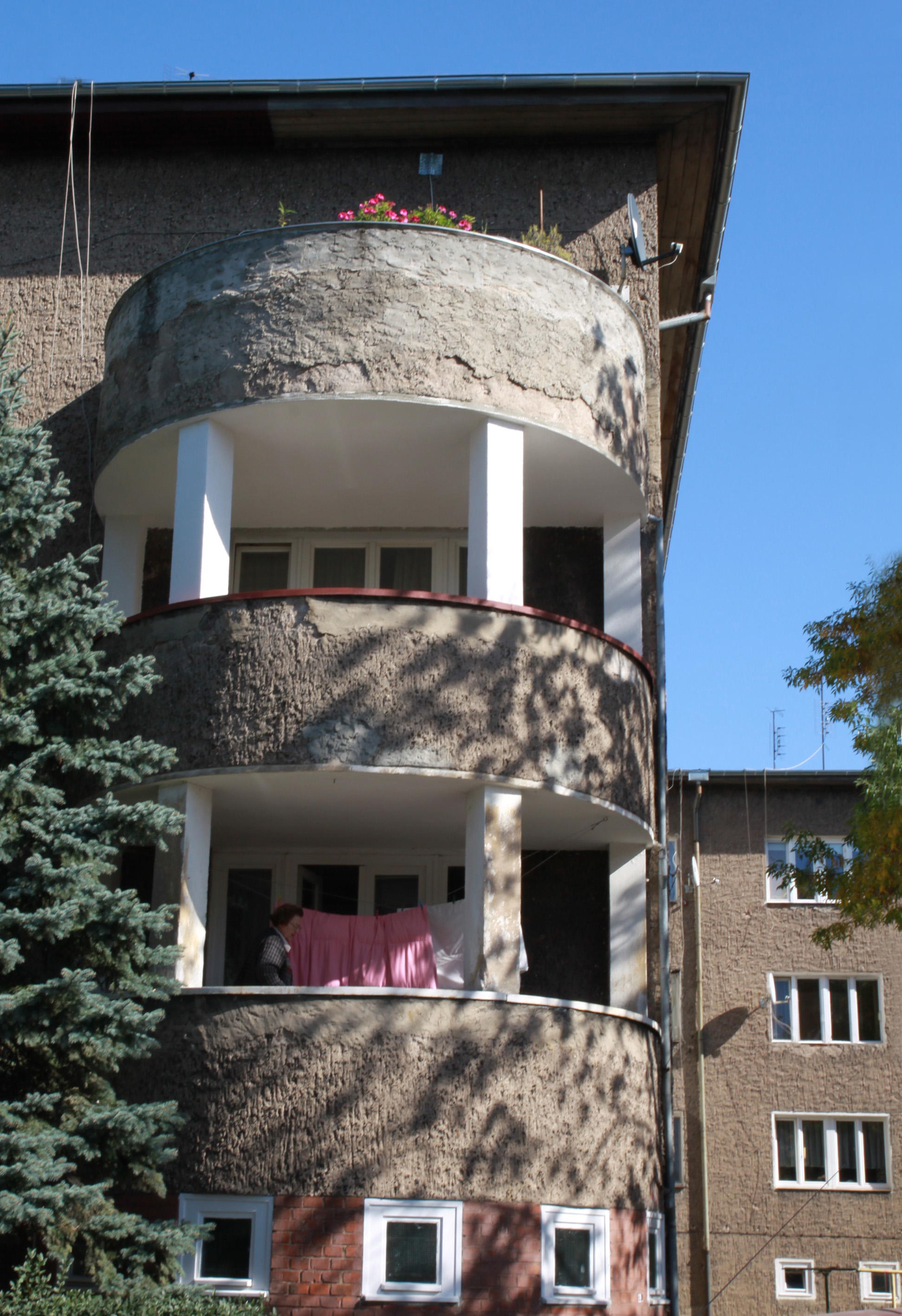
Balkony na osiedlu (2011)

Księże Małe (niem. Klein Tschansch, od 1937 Klein Ohlewiesen) – część (zwyczajowo nazywana osiedlem) Wrocławia, na osiedlu Księże, do 1990 osiedle w dzielnicy Krzyki. W granicach miasta od 1928 roku.

## Nazwa
W księdze łacińskiej Liber fundationis episcopatus Vratislaviensis (pol. Księga uposażeń biskupstwa wrocławskiego) spisanej za czasów biskupa Henryka z Wierzbna w latach 1295–1305 miejscowość wymieniona jest w zlatynizowanej formie Zassino w szeregu wsi lokowanych na prawie polskim iure polonico.

## Historia
Największy zespół mieszkaniowy na Księżem Małym stanowi modernistyczne osiedle bloków mieszkalnych zbudowane w latach 1928-1930 według projektu Paula Heima, Alberta Kemptera, Gustava Wolfa, Hansa Thomasa i Rudolfa Sacka. Osiedle - w granicach ulic: Opolskiej, Tarnogórskiej, Górnośląskiej, Gliwickiej i Bytomskiej - wpisane jest do rejestru zabytków (nr rej.: A/1579/555/Wm z 25.04.1996). Architekci chcieli stworzyć mieszkania minimum, dlatego też ich metraż wynosi od 45 do 70 metrów kwadratowych. Nad bramami umieszczane były ceramiczne płaskorzeźby przedstawiające zwierzęta. Służyły one nie tylko jako ozdoby domów, ale także ułatwiały odnalezienie konkretnego adresu. 
Na osiedlu istnieją pętla tramwajowa, kościół, szkoła podstawowa, dwa przedszkola, biblioteka, kilka sklepów oraz strzelnica sportowa WKS Śląsk Wrocław. Niedaleko osiedla znajduje się zabytkowa stacja pomp na Świątnikach zbudowana w 1904 r. Na osiedlu (przy pętli tramwajowej) zachowała się w świetnym stanie szczelina przeciwlotnicza z czasów II wojny światowej.
Podczas powodzi w lipcu 1997 roku osiedle w przeciągu zaledwie kilkudziesięciu minut zostało całkowicie zalane (woda osiągnęła wysokość ok. 2 metrów).

## Czasy obecne
W ciągu zaledwie kilku lat Księże Małe zwiększyło liczbę mieszkańców do ok. 4 tysięcy osób. Osiedle rozbudowuje się. Na Księżem Małym działają przychodnia zdrowia, dwie apteki, biblioteka oraz kilka sklepów spożywczych. Jest też szkoła podstawowa oraz przedszkole.